# Дядя Фёдор
Дя́дя Фёдор — мальчик, один из главных персонажей произведений детского писателя Эдуарда Успенского. Впервые появился в диафильме «Дядя Фёдор, пёс и кот» в 1972 году, затем в повести с таким же названием в 1974 году.
На основе произведений Успенского были созданы советские мультфильмы с участием Дяди Фёдора: «Дядя Фёдор, пёс и кот», «Трое из Простоквашино», «Каникулы в Простоквашино», «Зима в Простоквашино». В 2010 году студией «Седьмая радуга» по сценарию Эдуарда Успенского был выпущен мультфильм «Весна в Простоквашино» с участием Дяди Фёдора, а в 2018 году состоялся выпуск мультсериала «Простоквашино».

## Описание
Дядя Фёдор — прозвище шестилетнего мальчика, которое он получил за то, что ведёт себя как взрослый: самостоятельно варит суп и рассуждает «поумнее некоторых академиков». Дядя Фёдор познакомился с говорящим бездомным котом, но родители не разрешили оставить его в квартире. Тогда Дядя Фёдор и кот, которому Дядя Фёдор, по его личной просьбе, присвоил фамилию Матроскин, уехали в деревню Простоквашино, где приняли в свою компанию пса Шарика и втроём поселились в одном из заброшенных домов.
Выпущенный в 1978-м году по мотивам повести «Дядя Фёдор, пёс и кот» мультфильм «Трое из Простоквашино» сделал персонажей Успенского «героями почти национального масштаба». Писатель особо отметил точность передачи образа Дяди Фёдора режиссёром Владимиром Поповым:

Меня удивило, что режиссёр Володя Попов до запятой пытался передать настроение, ситуацию. Наверное, он больше всех остальных пытался настроиться на мой текст.— Эдуард Успенский
Для Дяди Фёдора характерны следующие личные качества: рассудительность, стремление к независимости, любовь к природе и животным, настоящая хозяйственная жилка. Он символизирует протест против чрезмерного гнёта родителей: 

Дядя Фёдор — идея под девизом «Давайте детям больше свободы!». Я проповедовал там веру в то, что ребёнок более приспособлен к жизни, чем часто считают его родители. И что не надо уж так сдерживать детей, лучше давать им больше воли (но, конечно, под контролем), чтоб не делать из них сюсюкающих девчонок и мальчишек.— Эдуард Успенский
 Однако, добившись свободы, Дядя Фёдор осознаёт, что самостоятельность теряет смысл без любящих родителей и нужна ему лишь для того, чтобы защищать права животных.
Успенский написал ещё несколько книг про Дядю Фёдора, в которых мальчик подрос. В книгах 1990-х годов Дядя Фёдор ходит в школу, у него появляется любимая девочка.

## Авторское право
Самарская компания, имеющая сеть фотомагазинов, успела зарегистрировать товарный знак «Дядя Фёдор» раньше Успенского. В связи с этим имели место судебные процессы с апелляционной палатой Роспатента, так как, по мнению их юристов, словосочетание «Дядя Фёдор» не является оригинальным и, следовательно, не может быть объектом авторской собственности.
Успенский утверждал, что персонаж Дядя Фёдор создан им и является плодом его фантазии, что намеревался доказывать в Высшей патентной палате, а если потребуется — в суде общей юрисдикции.
В итоге, после двух лет судов и отказа Апелляционной палаты, оспорить право компании на зарегистрированный знак Успенскому не удалось. Но это было одно поражение в череде других исков по авторским правам, в которых Успенский выиграл. Самый большой авторский гонорар писателю — 3 млн долларов США плюс роялти — заплатила японская компания SP International, выпускавшая значки, игрушки, кассеты с Чебурашкой (Chebi).

## Переводы
Латвийский издатель детской литературы, художник и писатель Владимир Новиков инициировал перевод книги «Дядя Фёдор, пёс и кот» на латышский язык, на что Эдуард Николаевич Успенский дал своё согласие и даже отказался от авторского вознаграждения. Книга «Tēvocis Fjodors, suns un kaķis» вышла в 2003 году, издание поддержал Профсоюз мореходов торгового флота Латвии и его председатель Игорь Павлов. На встрече с Успенским в Риге в 2001 году он предложил принять Матроскина в профсоюз, эту идею Эдуард Николаевич поддержал и тут же написал от имени Матроскина заявление «Прошу принять меня в профсоюз моряков на всякий случай». Перевод на латышский язык выполнила Дагния Дрейка.

## Семья
- отец: в книгах Э. Успенского — Дмитрий, в классических мультфильмах имя не называется, в мультсериале 2018 года — Павел[5]
- Римма (в девичестве — Свекольникова) — мать
- Вера (по-домашнему — «Вера Павловна») — младшая сестра (в мультсериале 2018—2022 года)[5][8]
- Тамара Семёновна Ломовая-Бамбино — двоюродная тётя по материнской линии; дочь генерала Ломового и солистки балета Бамбино, полковник в отставке, в армии служила по хозяйственной части. Постановлением Президента России Б. Н. Ельцина назначена мэром города Простоквашинска (б. деревня Простоквашино)[15]. Впоследствии депутат в Государственной Думе[16].

### Книги
- Дядя Фёдор, пёс и кот (1974)
- Тётя Дяди Фёдора, или Побег из Простоквашино (1994)
- Зима в Простоквашино (1997)
- Любимая девочка Дяди Фёдора (1997)
- Дядя Фёдор идёт в школу, или Нэнси из Интернета в Простоквашино (1999)
- Новые порядки в деревне Простоквашино (2001)
- Каникулы в Простоквашино (2004)
- Праздники в деревне Простоквашино (2007)
- Привидение из Простоквашино (2011)

### Статьи
- Успенский Эдуард. Дядя Федор, пес и кот // Огонёк : еженедельный журнал. — 1990. — 20 октября (№ 42 (3300)). — С. 30—31. — ISSN 0131-0097. (Диалоги героев по актуальным вопросам политэкономии).